# Битка код Анегаве
Битка код Анегаве (енгл. Battle of Anegawa), вођена јула 1570, била је победа Ода Нобунаге над водећим великашима провинција Оми и Ечизен, који су одбили да признају његову превласт.

## Позадина

### Нобунагино освајање Кјота и околних провинција
Након дугогодишњих борби за уједињење провинције Овари (1552-1560) и освајање суседне провинције Мино (1561-1567), Ода Нобунага успео је 1568. да заузме Кјото и постави за шогуна Ашикага Јошиакија, чијег су брата, законитог шогуна Ашикага Јошитеруа 1565. убили локални великаши. После врло малог отпора, који је потрајао свега неколико месеци, Пет домаћих провинција (тзв. Кинај - Јамаширо, Јамато, Кавачи, Изуми и Сетсу)  и суседна провинција Оми признале су шогунову и Нобунагину власт, а провинција Микава, којом је владао Мацудаира Мотојасу, покорила се добровољно. Како би подстакао трговину, Нобунага је одмах укинуо све царинарнице на територијама под својом контролом, што му је осигурало подршку грађана, трговаца и занатлија. Следеће године (5. јануара 1569) одбијен је напад побуњеника (око 10.000 ронина које су предводили протерани великаши из клана Мијоши и Саито Тацуоки) на Кјото и изграђен замак Ниџо у престоници ради лакше одбране. После кратке кампање (од 20. августа до 4. октобра 1569) Нобунага је заузео провинцију Изе и порушио све тамошње тврђаве и укинуо царине. Пошто је тако покорио престоницу и 10 провинција и имао под својом заштитом законитог цара и шогуна, Ода Нобунага је крајем јануара 1570. упутио писма великом броју обласних господара (даимјо) у провинцијама, са позивом да дођу у престоницу и изразе поштовање шогуну и Нобунаги. Овај позив био је учтиво и посредно позивање обласних господара да признају Нобунагину врховну власт: током марта и априла велики број великаша из покорених и суседних провинција дошао је у Кјото, између осталих гувернери провинција Хида (Мицуги Јошијори), Изе (Китабатаке Томонори) и Микава (Токугава Ијејасу), као и Мацунага Хисахиде и Мијоши Јошицугу, водећи великаши у Пет домаћих провинција.  14. априла 1570. Нобунага је одржао свечану прославу завршетка радова на шогуновој палати са окупљеним великашима, а већ 20. априла је кренуо на суседну провинцију Ечизен, пошто је њен господар, Асакура Јошикаге, иако званично позван, одбио да дође у Кјото.

### Поход на Ечизен и повлачење
Нобунага је већ 25. априла са око 30.000 ратника упао у Ечизен и на јуриш заузео замак Канегасаки и још две пограничне тврђаве, одсекавши 1.370 глава. Тек што је Нобунагина војска кренула у унутрашњост провинције, стигле су вести да се Нобунагин зет, Азаи Нагамаса, господар северног Омија са престоницом у замку Одани, побунио против њега. Са побуном у позадини, Нобунага је 30. априла прекинуо поход и повукао се у Кјото, оставивши Тојотоми Хидејошија (у то време познатог под именом Киношита Токичиро) да чува замак Канегасаки. У току повлачења оставио је јаке гарнизоне у више стратешких тврђава у Омију, како би сачувао линије комуникације.

### Устанак у јужном Омију
За то време, у јужном Омију је почетком маја букнуо устанак (Ики) сељака и ситне властеле у корист бившег господара Сасаки Јотеи-ја, кога је Нобунага протерао и разбаштинио 1568. 6. маја 1570. побуњеници су напали Нобунагину посаду у замку Моријама (у Омију), али их је кастелан Инаба Ијо успешно растерао. У одговор, Нобунага је узео таоце од свих великашких породица у покореним провинцијама и 9. маја кренуо у Гифу, престоницу својих старих поседа, оставивши јаке посаде у најважнијим замковима око Кјота под командом Шибата Кацује-а, Сакума Уемона и Мори Јошинари-ја. Азаи Нагамаса и устаници покушали су да му пресеку повлачење, али Нобунага се до 21. маја пробио у Гифу, преживевши успут (19. маја) напад атентатора (чувени аркебузир Сугитани Зенџубо) кога је унајмио Сасаки Јотеи. 4. јуна Сасаки и његов син Јошихару окупили су устанике и ронине (из провинције Ига и округа Кока) на више места у јужном Омију, али су их Нобунагини кастелани Шибата Кацује и Сакума Уемон предухитрили, намамили у заседу и разбили, убивши 780 виђенијих самураја, чиме се отпор у јужном Омију већином стишао.

### Поход на северни Оми и повлачење
Док су трајале борбе у јужном Омију, господар северног Омија Азаи Нагамаса утврдио је пограничне тврђаве и позвао помоћ из Ечизена. Нобунага је 19. јуна кренуо у офанзиву: пошто је наговорио двојицу Азаијевих кастелана да пређу на његову страну, већ 21. јуна пробио се до замка Одани, престонице клана Азаи и спалио околна села. На вести о приближавању помоћне војске из Ечизена, Нобунага је већ 22. јуна кренуо у повлачење на југ, прогоњен у стопу од непријатеља са којим је Нобунагина заштитница водила три битке. До 24. јуна Нобунагина војска стигла је до замка Јокојама, јужно од реке Ане, где су се Азаијеви вазали утврдили како би им пресекли пут за повлачење. Док је Нобунагина војска нападала замак са четири стране, стигао им је у помоћ Токугава Ијејасу са трупама из Микаве. За то време, војска Азаи Нагамасе (око 5.000 бораца) која је у стопу пратила Нобунагино повлачење и нападала заштитницу, спојила се са 8.000 људи из Ечизена које је предводио Асакура Кагетаке.

## Битка
Пред зору 28. јуна трупе кланова Азаи и Асакура (око 13.000-18.000 људи) кренуле су у сусрет Нобунагиној војсци (око 30.000) која је опседала замак Јокојама и заузеле положај на северној обали реке Ане, подељене у два одреда: западно крило је држао клан Асакура (око 8-10.000 људи), а источно клан Азаи (око 5-8.000 бораца). У Сат Зеца (око 6 часова ујутро) Ијејасуове трупе (око 6.000) кренуле су на западно крило противника, а Нобунагини вазали (око 23.000) на источно: пошто им је непријатељ јурнуо у сусрет, војске су се судариле у самој реци Ане и на јужној обали. По речима хроничара, Ота Гујучи-ја, Нобунагиног вазала који је лично учествовао у бици, 
уследила је тешка и хаотична борба прса у прса. Укрштали су мачеве и секли се у облацима прашине. Мачеви су се ломили, балчаци цепали; на обе стране сви су се борили из све снаге. Најзад су наши разбили непријатеља.

## Последице
Нобунагини непријатељи изгубили су преко 1.100 виђенијих самураја. Нобунага је гонио преживеле преко пет километара све до замка Одани, али је одустао од напада на замак, који је био на тешко приступачном положају. Уместо тога, вратио се са главнином војске на замак Јокојама, који се одмах предао. Међутим, збивања на јужном фронту натерала су Нобунагу да прекине поход: оставио је Тојотоми Хидејошија да командује сталном посадом у Јокојами и јаке посаде на више места јужно од замка Одани, и већ 6. јула стигао у Кјото са својом гардом и поднео извештај шогуну Ашикага Јошиакију, а два дана касније вратио се у Гифу. 

### Устанак Ико-Икија
Док су ове борбе на северном фронту Нобунагиних поседа трајале, почетком јула 1570. на јужном фронту Нобунагини непријатељи (Мијоши тријумвири, Саито Тацуоки и Нагаи Хајато) су подигли око 8.000 ронина са острва Шикоку, упали у провинцију Сецу и утврдили се северно од Осаке, где се налазила престоница тада најпопуларније будистичке секте у Јапану, познате као Џодо-шиншу или Права школа чисте земље: Нобунагин напад на оближња утврђења побуњеника (26. августа-13. септембра 1570) довео га је у сукоб са наоружаним верницима ове секте (милитантни покрет верника познат као Ико-Ики) , чиме је почео Нобунагин рат против Ико-Икија који је потрајао пуних 10 година (1570-1580).
Кенњо Коса, кнез-опат манастира Ишијама Хонганџи у Осаки, био је верски поглавар будистичке секте Ико-шу (милитантни огранак Праве школе чисте земље) која је 1488. успешно подигла своје вернике на устанак и заузела провинцију Кага, протеравши локалне феудалне господаре и самураје. Овај верско-устанички покрет, познат као Ико-ики (Савез Посвећених) раширио се по другим провинцијама и ставио под своју контролу велике области у провинцијама Изе (око утврђеног храма Нагашима), Микава и Сецу (око Осаке), док су у другим провинцијама многа села и мањи градови били под заштитом локалних храмова секте и њених наоружаних верника, који су се успешно одупирали покушајима феудалних господара да им наметну своју власт. Тако је секта Ико до 1570. контролисала фактички независну теократску државу расејану у више провинција са престоницом у утврђеном храму Ишијама Хонганџи у Осаки, која је захваљујући великом броју наоружаних верника располагала већом војском од било ког феудалног господара у Јапану. Почетком септембра 1570. Азаи Нагамаса (господар северног Омија) и његови савезници Асакура Јошикаге (господар Ечизена) и Сасаки Јотеи (протерани господар јужног Омија), који су били у рату са Нобунагом, склопили су савез са опатом Косом, који је одмах упутио проповеднике своје секте да дижу на устанак против Нобунаге вернике у провинцијама. Одзив је био највећи у провинцијама Сецу, Оми и Изе, али било је побуне и у самом Оварију, Нобунагиној матичној провинцији. Рат је почео 13. септембра 1570: Нобунагина војска (преко 20.000 ратника са 3.000 аркебуза) која је опсађивала побуњене великаше и ронине северно од Осаке изненада је нападнута усред ноћи са свих страна и натерана на повлачење.

### Непријатељска офанзива на Кјото и опсада планине Хиеи
У исто време у Омију, 16. септембра Азаи Нагамаса и Асакура Јошикаге из Ечизена са око 30.000 људи (очигледно ојачани масом Ико-икија) напали су Нобунагин гарнизон у замку Усајама код Сакамота: у покушају да одбрани град, Нобунагин кастелан Мори Јошинари изашао је из замка са свега 1.000 људи и храбро напао побуњенике, али је изгубио битку и живот (19. септембра). У боју је погинуо и Нобунагин млађи (ванбрачни) брат, Ода Нобухару. Замак је успео да се одбрани, али су побуњеници спалили 4 мања утврђења и до 21. септембра приближили се Кјоту. Пошто је примио вести о напредовању побуњеника према престоници, Нобунага је већ 23. септембра напустио положај код Осаке и истог дана стигао у Кјото. 24. септембра кренуо је на побуњенике (војску Азаи-Асакура) који су држали јужни Сакамото, али они су избегли борбу и повукли се на планину Хиеи.
Планина Хиеи, северно од Кјота, била је седиште више од 20 богатих будистичких храмова, од којих је најстарији и најугледнији био Енрјакуџи, који је сматран престоницом јапанског будизма и духовним заштитником царске породице. Храмови планине Хиеи, основани још у 9. веку, припадали су секти Тендај, која је била веома популарна међу аристократијом, која је даровала храмовима земљишне поседе и заветне дарове у замену за молитве које су обећавале спасење после смрти. До средине 16. века ови храмови држали су велике феудалне поседе и располагали војском монаха-ратника и најамника за своју одбрану, а опати и свештеници били су из редова аристократије и млађих синова племићких породица, и отворено су одступали од аскетских правила монашког живота, уживајући у богатству и женама. Не желећи да повреди светост плнине Хиеи, која је била чувена у целом Јапану, Нобунага је понудио савез старешинама храма, обећавши да им поврати све раније поседе и привилегије (ослобађање од пореза) у провинцијама под својом контролом, заклињући се својим мачем. Такође им је понудио да остану неутрални у сукобу и протерају побуњенике са своје планине. У супротном, запретио им је да ће спалити све храмове на планини. Међутим, старешине храма Енрјакуџи биле су кивне на Нобунагу због заплене неких манастирских имања у Омију (1569), тако да су пружиле уточиште и помоћ побуњеницима, а његово писмо оставиле без одговора. Тако је Нобунага опсео подножје планине Хиеи (25. септембра-13. децембра 1570) и узнемиравао противнике ноћним препадима. 20. октобра послао је гласнике Асакури, изазивајући га на отворену битку, али је уместо тога добио понуде за преговоре, које је одбио. 

### Ширење устанка и примирје
За то време, на југу су Мијоши тријумвири са својим ронинима нападали границе провинција Кавачи и Сецу, али су одбијени од локалних снага оданих Нобунаги, и нису успели да приђу Кјоту. У јужном Омију Сасаки Јотеи и његов син Јошитеру били су ојачани локалним присталицама Ико-икија, већином сељацима, али су више пута потучени од  Нобунагине посаде у замку Јокојама (око 5 км јужно од замка Одани, где се водила битка код Анегаве), којом су командовали Тојотоми Хидејоши и Нива Горозаемон (16. новембра). За то време у Оварију, Нобунагин млађи брат Ода Нобуоки, који је живео у замку Коки близу границе провинције Изе, нападнут је од стране устаника (Ико-Ики) из Нагашиме (у делти река Кисо и Нагара, на граници провинције Изе и Оварија). Замак је пао после неколико дана опсаде, а Нобуоки је извршио самоубиство (21. новембра 1570). Тако нападнут са свих страна, Нобунага је 22. новембра склопио мир са Сасаки Јотеи-јем. 25. новембра тројица Асакуриних вазала покушали су да предају своју тврђаву Нобунаги, али је завера откривена и они поубијани. Пошто је снег прекинуо линије снабдевања из Ечизена, Асакура Јошикаге обратио се шогуну за посредовање, који је наредио примирје: иако се противио, Нобунага није могао јавно да одбије шогуново наређење. Тако је 13. децембра склопљен мир: 15. децембра војске Азаи и Асакура сишле су са планине и повукле се на север, а Нобунага се 17. децембра повукао у Гифу.